# 이태영 (1927년)
이태영(李泰永, 1927년 11월 27일 ~ 1951년 12월 26일)은 대한민국의 군인이다. 해군 장교로 한국전쟁에 참전해 원산항 봉쇄 작전, 몽금포 전투, 서해봉쇄작전 등에 참가하였다. 
704함 함장으로 임무수행을 할 당시 북한군이 원산항 부근으로 기뢰와 지뢰를 운반하고 있다는 정보를 입수하고 악천후 속에서도 적 해안포대에 접근, 함포를 퍼부어 원산항 봉쇄 작전을 수행했고 이 과정에서 적 기뢰에 접촉하여 전사하였다. 정부는 이러한 공로를 인정하여 소령에서 중령으로 1계급 특진을 추서하였고, 화랑무공훈장(1951년 1월 1일, 1951년 2월 5일)과 충무무공훈장(1951년 12월 7일)을 수여했다.
2002년 12월과 2012년 12월에는 이달의 호국인물로도 선정되었다.

## 생애
이태영 중령은 1927년 11월 27일 서울특별시 마포구에서 출생했다. 1946년, 해군사관학교를 1기로 졸업하고 동시에 해군 소위로 임관하였다. 임관 후 한국전쟁에서 서해봉쇄작전, 몽금포 작전, 원산항 봉쇄 작전 등에 참가하여 적의 항만과 해상로를 차단, 제해권을 확보하는데 기여한 군인이다.
1951년 12월 26일, 원산 영흥만 봉쇄작전에 참여하여 대한민국 해병 독립 제 42둥대를 지원하기 위해 적 해안에 단독으로 접근하였으나, 적이 설치한 기뢰에 접촉하여 전사하였다. 이러한 공로가 인정되어 해군 소령에서 중령으로 1계급 특진이 추서되었으며, 화랑무공훈장(1951년 1월 1일, 1951년 2월 5일)과 충무무공훈장(1951년 12월 7일)을 수여받았다. 

## 공적

### 원산항 봉쇄 작전(PC-704함 사건)

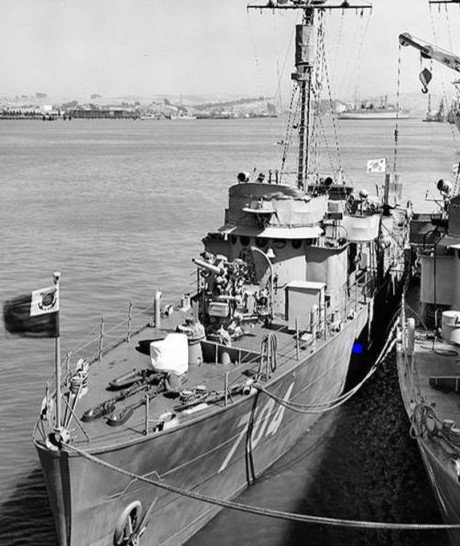
PC-704함(지리산함)의 모습

1951년 12월, 한국전쟁이 한창 진행되고 있던 시기, 북한군이 원산항 부근으로 기뢰와 지뢰를 운반하고 있다는 정보를 입수하게 되어 적의 기뢰부설 저지를 위해 진행된 야간경비작전. 작전명은 28작전. 당시 대한민국 해군은 제 704함(별칭: 지리산함)을 투입하여 회피기동을 통해 적 진지에 포격을 가했다. 당시 바다 기상은 폭설과 풍파로 인해 안전한 항해가 불가능했지만 이태영 함장이 이끄는 704함은 악조건을 무릅 쓰고 원산항 해안에 접근, 적 해안포대에 함포를 퍼부었다. 704함은 적 기뢰부설 저지를 위해 야간 경비작전을 강행하던 중, 12월 26일 새벽 적의 기뢰에 접촉되어 함정 침몰과 함께 이태영 함장을 포함한 승조원 57명 모두가 전사했다.

#### 현장 증언
당시 연락장교였던 해사 3기생 최영섭은 PC-704함 사건에 대해 다음과 같이 증언했다.
”나는 701함에서 내리고 1951년 12월 1일부터 미함의 연락장교로 파견되었다. D.D.Rowan이라는 배에서 임무를 수행했다. D.D.Rowan은 원산에서 입수한 적의 작전지도를 원산지역 사령관으로부터 입수했는데, 이 지도는 즉시 순양함으로 가져갔다.
이 시기에 우리 704함이 기뢰에 맞아 침몰되는 상황이 벌어졌다.  704함이 갑자기 없어졌다고 해서 미함에서는 나보고 통신기로 호출하라 했다. 날이 새자 여도에 주둔하고 있던 우리 해병대가 시체가 해안으로 다가오고 있다는 보고를 입수했다. 미군하고 나하고 보트를 타고 여도로 들어갔다. 해안에 가니까 기류,로프,옷 등이떠다니고 있었다. 그리고 해안가에 시체가 있었는데,얼어서 다 죽어 있었다. 내가 가장 먼저 704승조원 시체를 본 셈이다. 내가 701함을 탔기 때문에 부유물을 보니까 PC가 침몰되었다는 것이 틀림없었다. 그 당시 인사국장 김일병과 정보국장 함명수가 여도까지 왔다.“
미구축함 DD-658연락장교였던 해사 4기생 서동연은 PC-704함사건에 대해 다음과 같이 증언했다.
”나는 1951년 12월 26일 704함이 원산 근해에서 기뢰에 폭발되어침몰되었을 때 동해에서 작전 중인 미구축함 DD-658함에서 연락장교로 타고 있었다. 침몰한 그날 아침 일찍 구축함 부장이 나를 불렀다. 한국의 704함이 미씽(missing)되었다는 것이다. 그래서 나하고 부장은 보트를 타고 미해군의 Oiltank로 갔다. 통신기로 704함을 호출하라는 것이다. 계속 불렀지만,대답이 없었다. 미군 배에서도 26일 새벽 경 큰 폭발음을 들었다고 했다.“

#### 사망자 명단
- 중 령: 이태영, 권순달
- 소 령: 김하근
- 중 위: 안우섭, 박찬익
- 준 위: 천세봉
- 상 사: 하윤만, 백명흠, 최수한, 고재돈, 정상관, 이봉조, 임승두
- 중 사: 강남주, 김인제, 윤종수, 백윤봉, 안복석, 김명철
- 하 사: 박호경, 이태읍, 최준우, 임선웅, 김찬석, 이몽길, 이상조, 신조근, 조영구, 정학상, 오경두, 정태용, 정승면, 이판동, 김성안, 김석준, 김경태, 박근수, 이의수, 김태훈, 김서용, 김영대, 김경옥, 손봉수, 이창용, 이영두, 김정태
- 상 병: 이봉춘, 이귀익, 전기석, 정휘두, 민상기, 박인식, 김옥근, 김희곤, 노동우, 최삼천
- 일 병: 이영복

### 몽금포 전투
몽금포 전투는 대한민국 해군 최초의 응징작전으로 평가받는 전투이다. 광복 이후 한반도가 남북으로 분단되어 버린 혼란스러운 시기, 북한은 한반도 적화통일을 위해 남한 내 사회전복을 꾀했다. 그 일환으로 1948년 5월 7일에는 JMS-311함, 5월 15일에는 YMS-517함 등이 남로당 좌익승조원들에 의해 잇따라 납북되었다. 그러던 중 인천지역에 정박되어 있던 주한미군군사고문단장 윌리엄 로버츠 장군의 전용 배가 몽금포항에 계류되었다. 이에 로버츠 장군의 배 탈환을 목표로 함정 5척이 황해도 몽금포로 접근하였고 이 과정에서 치열한 전투가 벌어졌다. 작전을 미리 알아챈 북한 해군이 배를 평양 대동강으로 옮겨 놓았기 때문에 배를 탈환해 오지는 못했지만 인민군 해군 5명(장교 1명, 병 4명)을 생포하고 북한경비정(35t 급) 1척을 나포했다는 전과를 올렸다.

#### 발단

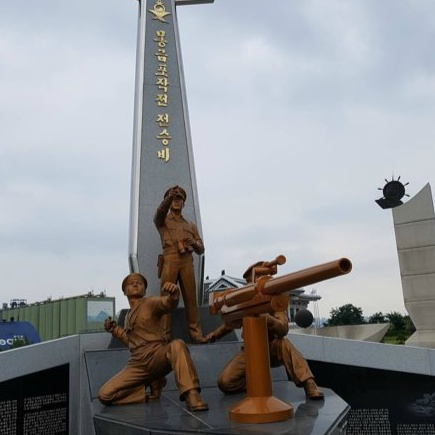
인천광역시 중구에 위치한 몽금포 전승기념비

해방후 정부수립 1주년 기념 관함식(1949년 8월 16일)을 준비하고 있었다. 1949년 8월 10일, 이승만 대통령한테까지 자랑했던 주한군사고문단장 윌리엄 로버츠(William L. Roberts) 준장의 전용 배가 사라졌다. 인천 경비부가 로버츠 준장에게 사실을 숨긴채 연평도, 덕적도, 백령도 항구 등을 수색했지만 찾지 못했다. 로버츠 준장은 자신의 전용 배가 사라진 사실을 알게 되자 즉시 이승만 대통령에게 알렸다. 이승만 대통령은 해군총참모장 손원일을 경무대로 불러 세워 놓고 면전에서 질책했다.

#### 경과
해군총참모장 손원일이 경무대로 호출 되었을 때 보좌했던 함명수 소령의 제안대로 작전이 입안되었다. 작전목표는 로버츠 준장의 전용 배를 도로 가져 오는 것이고, 여의치 않으면 그 자리에서 폭파였다. PG 313 충무공정, JMS 301 대전정, JMS 302 통영정, JMS 307 단천정, YMS 507 광주정이 엄호하기로 했다. 함명수 소령이 이끄는 20명의 특공대원(정보부대원)이 야간 기습 상륙작전을 하기로 했다. 1949년 8월 16일 02시 정대사령 이용운 중령의 승인 아래 인천항을 떠났다. 1949년 8월 17일 새벽 백령도 남쪽과 몽금포 서쪽으로 우회하여 몽금포 근해에 도착했다. 1949년 8월 17일 06시 무장태세를 점검하고 몽금포 항구로 진입을 개시했다. 북한군 해안경비병들이 초소와 정박한 함정에서 사격을 가했다. 함명수 소령이 이끄는 특공대원들은 5척의 고무배에 분승하여 항내로 돌격했다. 함정들은 진입하면서 포격을 가해 특공대원들을 엄호해야 했지만 북한군의 거센 사격에 주춤 거렸다. JMS 302 통영정 공정식 정장은 동기생 함명수가 위태롭다고 판단하고 항내 진입을 강행하였다. 특공대원들이 탑승한 고무배 뒤를 따르며 좌우현의 기관총으로 엄호사격을 가하여 보호에 나섰다. 상륙 지점 수십미터를 남겨 두고 고무배 5척 가운데 4척이 기관 고장으로 멈춰 버렸다. 

#### 결과
MS 302 통영정은 대전차포 사격으로 북한 경비정 4척을 격침 또는 대파시켰다. MS 302 통영정 병사들은 제18호 경비정에 수류탄 투척후 승선하여 장교 1명 포함 승무원 5명을 생포했다. MS 302 통영정 병사들은 북한 해군 35톤급 제18호 경비정을 나포했다.
| 훈장         | 수훈자                                                         |
| ------------ | -------------------------------------------------------------- |
| 태극무공훈장 | JMS 302 통영정 정장 공정식 소령                                |
| 을지무공훈장 | 정보부대 특공대장 함명수 소령                                  |
| 충무무공훈장 | 서해 첩보부대장 이태영 소령, PG 313 충무공정 정장 이종철 소령  |
| 화랑무공훈장 | YMS 503 광주정 정장 남철 소령, JMS 301 대전정 정장 김상질 소령 |

### 서해 봉쇄 작전

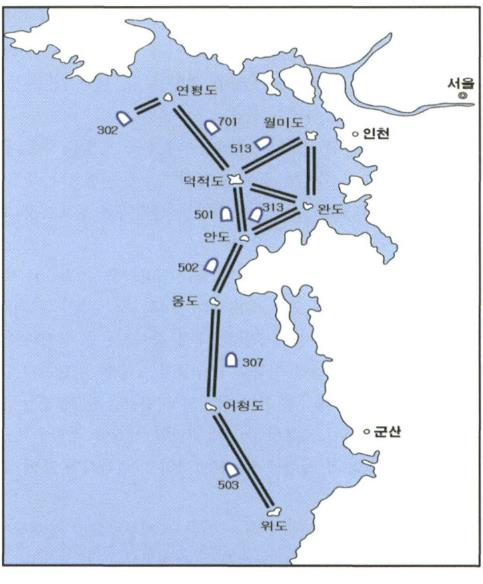
서해안 봉쇄작전 요도

한국 전쟁 발발 이후 대한민국 해군은 강화도, 인천, 아산만 등 서해안에 대한 해상경비를 한층 강화했으나 북한군 제6사단 13연대는 김포와 서울을 거쳐 7월 4일 인천을 점령했다. 북한 해군은 동해안과 대한해협해전에서 침투시킨 함선들이 대한민국 해군과 유엔 해군에 의해 격파 및 봉쇄되자 서해안 침투로 작전계획을 변경하게 되었다. 해안선이 단조로운 동해안보다는 해안선이 복잡하고, 섬이 많은 서해안에서의 작전활동 시 탐지될 확률이 적어 침투하기가 쉬웠기 때문이다. 이러한 지형적 특성을 이용하여 북한 해군은 함정 및 선박에 무장군인을 탑승시켜 서해안에 침투시키려 했다. 아울러 남진하는 북한 지상군을 위한 무기, 탄약, 식량 등 군수물자를 해상으로 수송하려고 했다.
전쟁이 발발한 6월 25일부터 7월 4일까지 대한민국 함정은 주로 군산 이북의 강화도, 인천, 아산만 등에서 해상경비에 임했으나 북한 지상군이 인천을 점령하고 남하함에 따라 군산지역의 위도까지 해상봉쇄를 하지 않을 수가 없게 되었다.
해군본부의 명령에 따라 제 1정대사령은 701함을 기함으로 하여 7월 5일부터 7월 15일까지 서해안에 대해 봉쇄작전을 실시하여 해상으로부터 적의 무장 병력 상륙과 군수물자 수송을 차단하기로 했다. 이 작전을 위해 봉쇄작전 참가 함정의 지휘관들은 7월 5일 오전 9시 15분 인천 소월미도로부터 서남방 3마일 해상에 정박한 LST-801함에 모여 해상봉쇄 책임구역, 임무 그리고 적아식별 등에 관한 작전회의를 가졌다.
당시 해상상태가 불량하여 항해하는 선박에 대해 피항을 경고한 바가 있었으나, 702함과 703함은 악천후를 무릅쓰고 항해하던 중 7월 20일 오후 8시에 목포 근해에서 LST 안동호와 합류했다. 7월 22일 오후 2시 군산 근해를 초계하던 513정이 줄포항내에서 군수품을 적재하고 있던 적의 기범선 2척과 범선 1척을 발견하고 격침시켰다. 또한, 줄포 앞 해상을 경비 중이던 301정은 7월 23일 오후 7시 5분에 줄포에서 출항하는 적 범선 7척을 격침하는 전과를 거두었다.
이와 같이 서해안에서 적 선박의 침투가 빈번하게 발견되자 해군 본부는 7월 24일 해본작명갑 제 72호로서 제1정대사령에게 서해안 경비를 한층 강화할 것을 지시했다. 따라서 PC함을 비롯한 한국함정은 적 선박침투에 대비하여 해상의 모든 선박을 철저히 검색했다. 그 결과 7월 27일 오전 6시에 덕적도 근해를 초계하던 702함과 703함은 약 50톤급 범선 12척으로 편성된 적의 수송선단이 옹진 방면에서 남하하고 있는 것을 발견하고, 밀정으로 판단하여 약 30분간 추격한 끝에 이 선박들을 모두 격침시켰다.

## 참고 문헌
- 대한민국 해군(Republic of Korea Navy) 블로그
- 《6.25 전쟁과 한국해군작전》, 해군역사기록관리단, 임성채 외 3명, 2012
- 《태극무송훈장에 빛나는 6.25 전쟁 영웅》, 국방부 군사편찬연구소, 2003
- 《한국전쟁사》, 8집, 국방부 군사편찬연구소

## 같이 보기
- 대한민국 해군
- PC-704함 57용사
- 함명수 소령
- 공정식 소령